# Ulisse Quadri
Ulisse Quadri (* 1953) ist ein italienischer Amateurastronom und Asteroidenentdecker, der im Hauptberuf als Dozent tätig ist.
Quadri ist Mitbegründer des Observatorium Bassano Bresciano. Er entdeckte zusammen mit Luca Pietro Strabla am 26. Oktober 1992 den Asteroiden (6460) Bassano.
Der Asteroid (10200) Quadri wurde am 28. Juli 1999 nach ihm benannt.